# توماس تينكوني
توماس تينكوني (بالإيطالية: Tomas Tenconi)‏ مواليد 3 سبتمبر 1980 في بوينس آيرس، هو لاعب كرة مضرب إيطالي بدأ مسيرته كمحترف سنة 2000 يلعب باليد اليمنى. أعلى تصنيف له في الفردي كان المركز الـ 141 في سنة 2005.

## روابط خارجية
- توماس تينكوني على موقع رابطة محترفي التنس (الإنجليزية)
- توماس تينكوني على موقع الاتحاد الدولي لكرة المضرب (الإنجليزية)
- توماس تينكوني على موقع خلاصة التنس.كوم (الإنجليزية)